# L'Assaut (film, 2011)
Pour les articles homonymes, voir L'Assaut.
Pour plus de détails, voir Fiche technique et Distribution.
L'Assaut est un film d'action français réalisé par Julien Leclercq et sorti en 2011. Il revient sur la prise d'otages du vol Air France 8969 en décembre 1994, notamment sur l'assaut mené par le GIGN.

## Synopsis

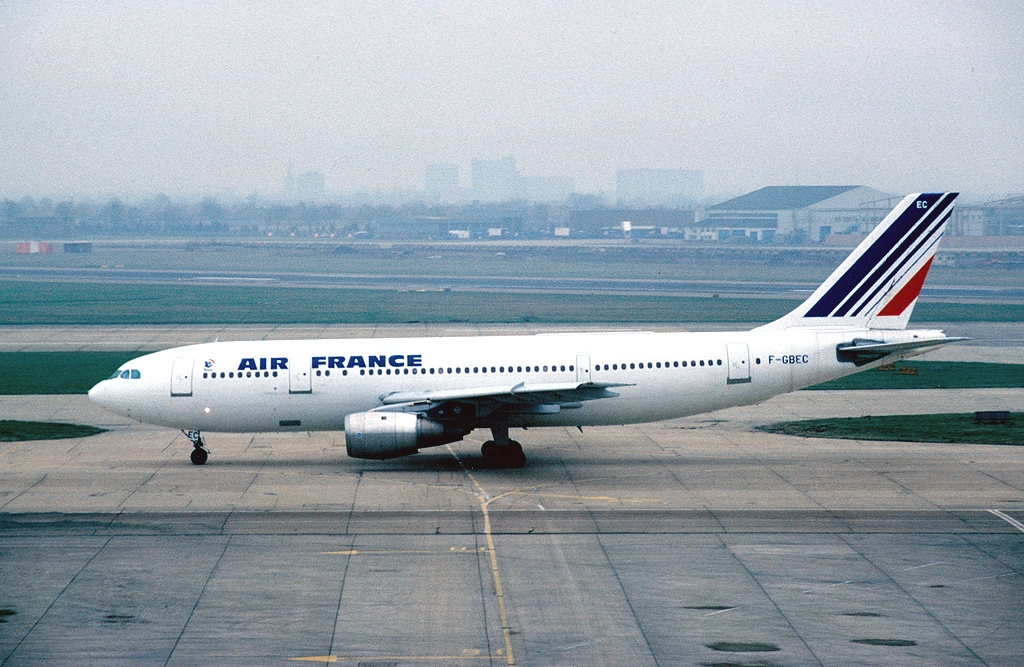
L'Airbus A300 F-GBEC, assurant le vol Air France 8969, à l'aéroport de Londres-Heathrow en 1982.

En décembre 1994, quatre terroristes du Groupe islamique armé (GIA) prennent en otage le vol 8969 d'Air France à l'aéroport d'Alger - Houari-Boumédiène, avec 227 personnes présentes à bord. Les terroristes revendiquent la libération de leurs camarades d’armes et exigent le décollage immédiat de l’avion. Ce n’est cependant qu’après de longues négociations diplomatiques tendues entre les gouvernements français et algérien et l’exécution de trois passagers que l’avion quitte Alger et atterrit à l’aéroport Marseille-Provence.
Trois personnages sont au cœur de l'intrigue tout au long du film : Thierry Prungnaud, membre du GIGN ; Carole Jeanton, analyste au ministère des affaires étrangères et Yahia Abdallah, djihadiste déterminé. Devant 21 millions de téléspectateurs, l'assaut du GIGN met finalement un terme à la prise d’otages.

## Fiche technique
- Titre original : L'Assaut
- Réalisation : Julien Leclercq
- Scénario : Julien Leclercq, Simon Moutaïrou d'après le récit L’assaut : GIGN, Marignane, 26 décembre 1994, 17 h 12 de Roland Môntins et Gilles Cauture
- Musique : Jean-Jacques Hertz et François Roy
- Décors : Jean-Philippe Moreaux
- Costumes : Muriel Legrand
- Scripte: Aurélia Fourcaut
- Photographie : Thierry Pouget
- Son : Jacques Sans, Bruno Seznec
- Montage : Mickael Dumontier, Christine Lucas Navarro
- Production : Julien Madon et Julien Leclercq
  - Producteur délégué : Marc Olla
- Sociétés de production : Labyrinthe Films
- Société de distribution : Mars Distribution
- Pays d'origine :  France
- Langue originale : français
- Format : couleur - 1,85:1
- Genre : action, thriller, historique[1]
- Durée : 90 minutes
- Dates de sortie :
  - France : 12 novembre 2010 (festival du film de Sarlat)
  - France : 9 mars 2011
  - États-Unis : 20 avril 2011 (festival du film de Tribeca)

## Distribution
- Vincent Elbaz : Thierry Prungnaud
- Grégori Derangère : le commandant Denis Favier
- Mélanie Bernier : Carole Jeanton
- Philippe Bas : Didier, un membre du GIGN
- Antoine Basler : Solignac
- Philippe Cura : Roland Môntins
- Marie Guillard : Claire Prungnaud
- Aymen Saïdi : Yahia, membre du GIA,
- Chems Dahmani : Mustapha, membre du GIA,
- Mohid Abid : Makhlouf, membre du GIA,
- Djanis Bouzyani : Salim, membre du GIA,
- Fatima Adoum : Djida
- Hugo Becker : Vincent Leroy
- Hugues Martel : le directeur cabinet d'Orsay
- Hervé Dubourjal : le directeur du cabinet Beauvau
- Jean-François Lescurat : l'expert aéronautique
- Abdelhafid Metalsi : Ali Touchent
- Vincent Heneine : Bull, un membre du GIGN
- Jean-Philippe Puymartin : le commandant de bord Bernard Delhemme
- David Sevier : le copilote Jean-Paul Borderie
- Marc Robert : le mécanicien
- Samira Lachhab : Leila
- Samira Sedira : la mère de Leila
- Claire Chazal : la présentatrice du journal
- Abdelkrim Bahloul : Melki
- Yin Bing : l'otage vietnamien

## Accueil

### Critique
L'Assaut reçoit une majorité de critiques positives ; plusieurs d'entre elles mettant en évidence que le film est plus réussi dans les scènes d'action qu'intimistes.
Quant aux critiques négatives, elles visent à la fois la forme et le fond : 
- par souci de réalisme du film, les terroristes parlent dans leur langue avec des sous-titres en français passant trop vite et dont les caractères sont plus petits que la normale.
- la compréhension de l'assaut final est difficilement perceptible une fois le contact établi dans l'avion, les protagonistes étant filmés en très gros plans, sur les têtes (une tête à la fois) au point qu’on ne sait pas s’ils sont dans le cockpit ou dans la cabine. Les scènes successives manquant totalement de recul, deviennent lassantes au bout de 10 minutes car elles obturent complètement les déplacements des personnages dans l’avion et lorsque l’un est abattu, on ne sait pas dans quelle partie de l’appareil il s’est écroulé.

### Box-office
Pour un budget de 4 millions d'euros, L'Assaut a totalisé 515 936 entrées en France.

## Distinctions

### Récompenses
- 2010 : Prix des Lycéens au Festival de Sarlat
- 2010 : Prix du meilleur interprète masculin pour Aymen Saïdi au Festival de Sarlat

## Analyse
Dans un souci de réalisme, une bonne partie des figurants n'apparaissant que cagoulés étaient de vrais gendarmes du GIGN.
En revanche, si le déroulement des opérations à l'intérieur de l'avion a été globalement respecté, de grosses différences peuvent être notées dans les événements se déroulant hors de l'avion : 
- le premier gendarme à entrer n'était pas Thierry Prungnaud mais Éric Arlecchini (qui décédera deux ans plus tard dans un accident de plongée) ;
- Thierry Prungnaud, témoigne : « Je suis rentré en deuxième dans l'Airbus car un coéquipier me couvrait, j'ai tué deux terroristes, blessé un troisième avant qu'un quatrième, caché dans le poste de pilotage, ne me tire une rafale de sept balles, dont une qui me frappa au niveau de la visière du casque. Elle m'a complètement sonné, je me suis effondré, ensuite j'ai vu une grenade atterrir à côté de moi, j'ai réussi à me tourner sur le flanc, mon gilet m'a protégé le dos mais le reste de mon corps fut criblé d'éclats… » [6]
- Alain Pustelnik, chef de groupe de la passerelle avant qui entre en troisième en position à côté d'Éric Arlecchini (le film le montre lorsqu'il prend une première balle dans la cuisse, une autre lui sectionnant les tendons du genou droit), déclare : « La partie intervention dans l’Airbus est bien fidèle à la réalité surtout avec les opérationnels actuels qui jouent notre propre rôle »[7] ;
- il y avait des blindés en soutien prêts à barrer la piste[8] ;
- il n'y avait pas non plus d'hélicoptère en soutien.